# イランの鉄道駅一覧

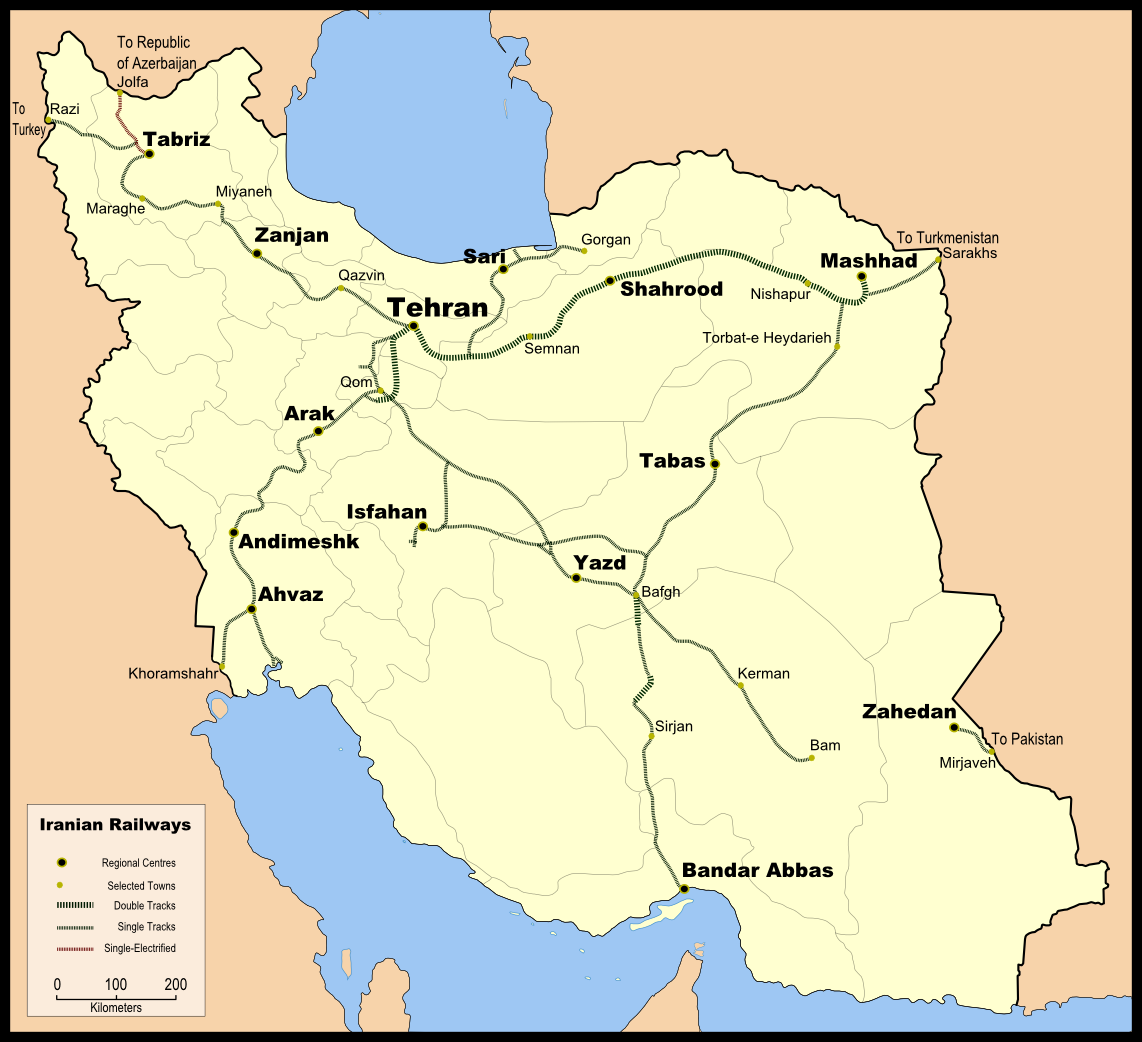
イランの鉄道網

イランの鉄道駅一覧は、イランの鉄道駅の一覧である。
なるべく読みを付け、同名・同表記の駅には会社名・路線名も付けた。

## あ行
- アシュク・タッペ駅

## か行
- キャフリーザク駅
- ゴム駅

## た行
- テヘラン駅

## は行
- ハラメ・モタッハル駅

## 地図
- UN Map (PDF)
- Iran Railway Map